# 이비차 드라구티노비치
이비차 드라구티노비치(세르비아어: Ивица Драгутиновић)는 세르비아의 전 축구 선수이다. 포지션은 수비수로, 흔히 그를 드라고(Drago)라고 불렀다.
그는 선수 생활을 세르비아 수페르리가에서부터 시작했다. FK 보라츠 차차크를 거쳐 벨기에 주필러 리그 팀인 KAA 헨트에 입단했다. 그는 KAA 헨트를 떠났지만 벨기에에 머물러 있었고 2000년에 그는 스탕다르 리에주와 계약했다. 그는 스탕다르 리에주에서 성공적인 5년을 보냈고, 2005년 여름 이적시장에서 많은 팀들의 주의를 끌었다. 그는 고심끝에 세비야 FC에 입단했다. 그의 좋은 활약으로 클럽은 2011년까지 그와 연장계약을 했다.
드라구티노비치는 세르비아 몬테네그로 대표팀에서 33경기에 출장했고, 2006년 FIFA 월드컵 유럽 예선에서 1실점만을 기록했던 세르비아 몬테네그로의 "Famous Four" 중의 한 멤버였다.
"Famous Four"의 또 다른 멤버들은 디나모 키예프의 고란 가브란치치, 맨체스터 유나이티드의 네마냐 비디치, 그리고 샬케의 믈라덴 크르스타이치 등이다.
특히 그는 헤타페전에서 불행하게 갑작스런 심장마비로 사망한 안토니오 푸에르타를 거들어 주었던 선수 중 한 명이었고 그에게 숨이 막히지 않도록 그의 혀를 잡아 주었던 행동으로 사람들로부터 인정받게 되었다.
그리고 세르비아 대표팀에 출전해 포르투갈과의 유로 2008 예선 경기 중 포르투갈의 루이스 펠리피 스콜라리 감독과의 다툼이 벌어지기도 했었다.

## 수상

### 세비야 FC
- UEFA컵: 2006, 2007
- UEFA 슈퍼컵: 2006
- 코파 델 레이: 2007
- 스페인 슈퍼컵: 2007